# Batalion Saperów Nr 3 (austro-węgierski)
Batalion Saperów Nr 3 (SB. 3) – oddział saperów cesarskiej i królewskiej Armii.

## Historia batalionu
Z dniem 1 października 1912 roku, w Gorycji (niem. Görz), został sformowany Batalion Saperów Nr 3. Należąca do niego Kadra kompanii zapasowej została umieszczona w Ptuju (niem. Pettau). Nowa jednostka została utworzona z 3. i 4. kompanii Batalionu Pionierów Nr 11 w Przemyślu oraz 5. kompanii dotychczasowego Batalionu Pionierów Nr 15 w Ptuju. Batalion był uzupełniany przez 3 Korpus.
Batalion był podporządkowany komendantowi miejscowej 56 Brygady Piechoty, należącej do 28 Dywizji Piechoty, a pod względem wyszkolenia inspektorowi saperów w Grazu.

## Kadra
Komendanci batalionu
- mjr / ppłk Leo Maschek (od 1912[1][2][7])

Oficerowie
- por. Władysław Kornicki